# Kolektivní reprezentace
Kolektivní reprezentace je termín, kterým sociologii obohatil významný francouzský sociolog Emile Durkheim. Podle něj by sociologie měla být definována jako nezávislá věda založená na studiu kolektivních reprezentací, skrze něž dochází k poznávání vnější reality.
Kolektivní reprezentace vyjadřuje kolektivní cítění, názory, hodnoty a myšlenky, které udávají určité společenské skupině její celistvost a jedinečný charakter. Můžeme tak tedy označit všechny sociálně produkované fenomény, které daná společnost sdílí, jako je například jazyk, mýty, náboženství nebo věda.
Díky tomu pak přispívá k vzájemné podpoře ostatních sociálních skupin nebo celé společnosti.

## Úvod
Pojem kolektivní reprezentace řadíme mezi nemateriální sociální fakta společně s morálkou a kolektivním a společenským věděním. Kolektivní vědomí rozvíjí sféru představ, znalostí, postojů a hodnot, které lidé sdílí ve společnosti. Podle Durkheima každý jedinec disponuje individuálním a kolektivním vědomím. Všichni máme schopnost kolektivního smýšlení, a to je právě to, co ho překračuje a zasahuje do společnosti. Durkheim jej definuje následovně: 

„Soubor toho, co společně pociťuje a čemu věří průměr členů jedné společnosti, tvoří determinovaný systém, který má svůj vlastní život; můžeme jej nazvat kolektivní či společné vědomí.“   

Kolektivní vědomí je ve společnosti stále přítomné, např. v mezilidské interakci a díky němu může probíhat mezigenerační výměna informací. Kolektivní reprezentace také interpretuje sociální vztahy a reflektuje kolektivní zkušenosti a historii dané skupiny napříč časem.

## Kolektivní reprezentace a dělba práce
Durkheim pokládá dělbu práce za hlavní pojítko, které drží moderní společnosti pohromadě, protože se lidé stále víc navzájem potřebují a prakticky nikdo se už bez ní neobejde. Kolektivní vědomí je rozptýleno v celé společnosti a zůstává stálé, i když se podmínky ve společnosti mění. Prostředí nehraje v tomto pojmu žádnou roli, jelikož zůstává všude stejné. Každá generace je jiná a rozdílná, nicméně kolektivní vědomí nerozlišuje rozdíly a bere vše v jedné rovině. Podstatné je, že umožňuje výměnu informací a je propojeno napříč generacemi.

## Kolektivní reprezentace a náboženství
Podle Durkheimovy knihy Elementární formy náboženského života vychází kolektivní reprezentace z intenzivní interakce mezi lidmi při náboženských obřadech. Také napomáhá k uspořádání světa a hledání jeho pravého smyslu a podstaty. Náboženství plní určité funkce, z kterých jsou nejdůležitější ty společenské. Umožňuje jedinci pochopit okolní svět a integruje společnost. Existence náboženství je podmíněna existencí kolektivního vědomí.

Durkheim klade důraz na zkoumání interakcí mezi jedincem, náboženstvím a společností. Zaměřuje se zejména na to, jak náboženství působí na jedince a společnost. Náboženství předpokládá konkrétní, pravidelné setkávání jedinců, což posiluje společnost a není určeno jen pro samotného jedince, jestliže nemá k sobě jinou blízkou osobu, se kterou by ho mohl sdílet. Proto je vnímáno jako sdružující prvek, který buduje vztahy ve společnosti. Pravidelným setkáváním totiž zpestřuje život jedince a přináší mu nové zážitky.
Každé náboženství má svá pravidla a vede jedince tak, aby se uměl v jakékoli situaci co nejlépe zachovat a rozhodnout se správně. V případě psychické nestability, či nečekané události se jedinec obrátí na svoji víru a další věřící totožné víry o pomoc. Svoje problémy zde sdílí s kolektivem a hledá porozumění. Základem společnosti je sdílet myšlenky a vzájemně se vyslechnout. To podle Durkheima tvoří základní prvky náboženství i seskupení osob. Vzájemná a kolektivní opora totiž dokáže v těžkých situacích pomoci nejlépe.

Podle Durkheima je tedy náboženství ve skutečnosti systém pojmů, jejichž prostřednictvím si jednotlivci představují (reprezentují) společnost a vztahy, které s ní sdílí. Zároveň jej ale definuje takto: 

„Jestliže je však náboženství jen společně pěstovanou představou, za níž se skrývají síly a kvality vlastní společnosti, pak to znamená, že kolektivní reprezentace obecně jsou jen výrazem existujících kvalit a určitého uspořádání této společnosti.“ 

Z toho pak tedy usuzuje, že se tímto způsobem v náboženských koncepcích rodí všechny základní kategorie lidského myšlení, mezi které můžeme zařadit např. čas, prostor, počet, sílu nebo příčinu a účinek. Používáme různé kategorie, které jsou odvozeny z kolektivních praktik a rituálů, skrze které společnosti posilují vlastní identitu a kohezi. Ve výsledku ale není pro společnost podstatné to, kvůli čemu se v rámci svých rituálů scházejí, ale je to právě samotný fakt, že se vůbec scházejí. Pojem času a jeho periodizace se tak objevuje právě díky kolektivním rituálům, a proto je důležité, že ve společnostech vznikly různé periody svátků, které oddělují čas posvátný od toho všedního.